# Sint-Ludgeruskerk (Neerrepen)
De Sint-Ludgeruskerk is een kerkgebouw in Neerrepen in de Belgische gemeente Tongeren-Borgloon in de provincie Limburg. De kerk bevindt zich aan de noordkant van het dorp aan de Neerrepenstraat met aan de zuidwestzijde van de kerk het kerkhof.
Het basilicale gebouw bestaat uit een ingebouwde westtoren, een driebeukig schip, een transept en een halfrond gesloten koor met een rechte travee. Het koor wordt door sacristieën geflankeerd. De toren is opgetrokken in mergelsteen en heeft twee geledingen, aan iedere zijde heeft die een getoogd galmgat en bekroond door een ingesnoerde naaldspits gedekt met leien. De rest van het gebouw is opgetrokken in silex en hebben een fries met dambordmotief op consoles onder de daklijst, rondboogvensters en een afwerking van baksteen en mergelsteen. De westgevel heeft een rechthoekig hardstenen portaal onder een mijtervormige latei, met daarboven een oculus. Tussen de middenbeuk en de zijbeuken bevindt zich een rondboogarcade op pijlers met een dekplaat. Boven de begane grond van de toren bevindt zich een mergelstenen kruisribgewelf. Boven de koorsluiting bevindt zich een halve koepel. De rest van het gebouw heeft houten zolderingen.
De kerk is de parochiekerk van het dorp en is gewijd aan Sint-Ludgerus.

## Geschiedenis

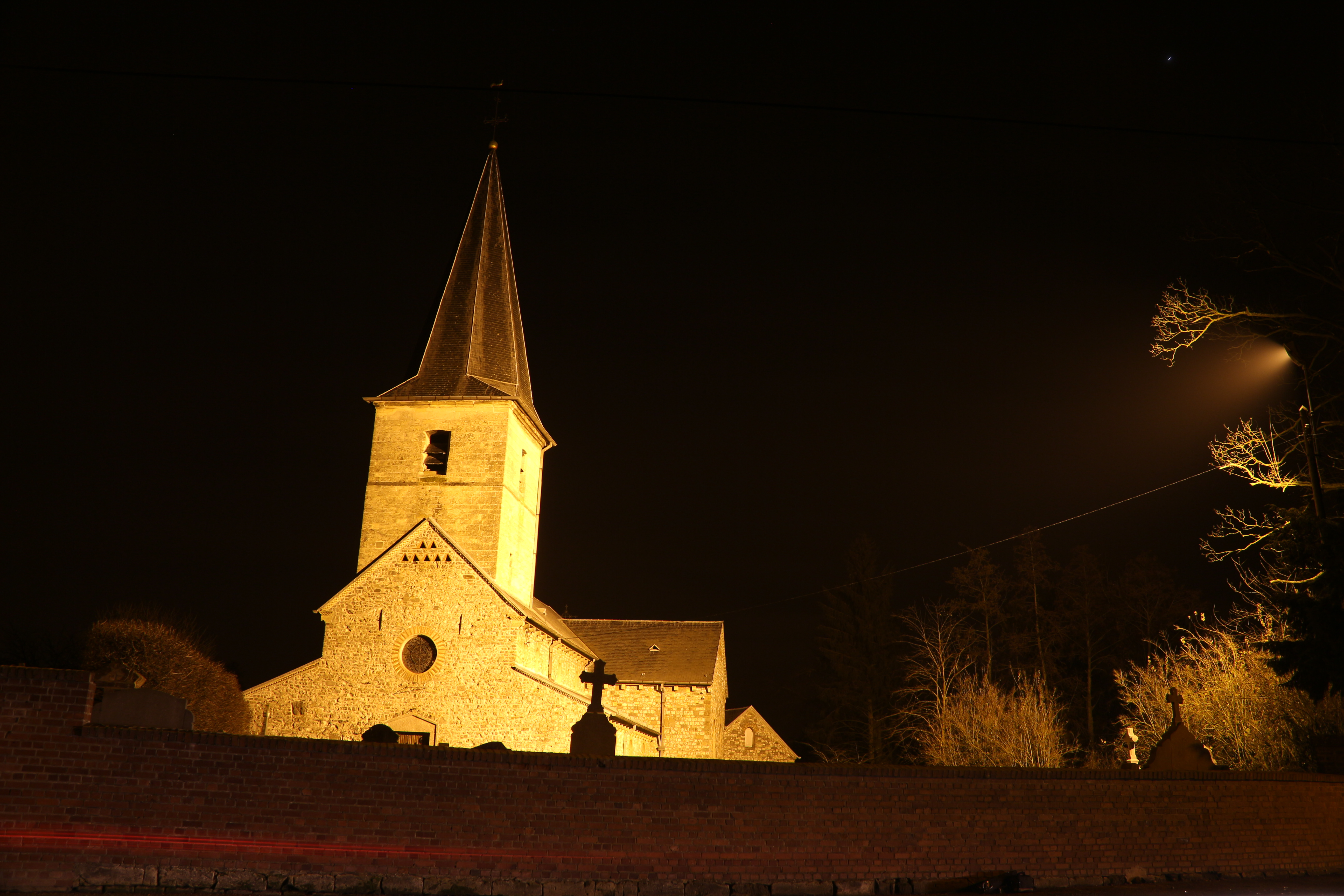
De Sint-Ludgeruskerk bij nacht

De kerk was oorspronkelijk toegewijd aan Sint-Michael.
In de 11e-12e eeuw werd de kern van het huidige gebouw opgetrokken. Het was een in silex opgetrokken driebeukige romaanse basilica.
In de 15e eeuw bouwde men de zuidelijke transeptarm in gotische stijl.
Aan het eind van de 15e eeuw werd de mergelstenen toren gebouwd.
Sinds de 16e eeuw is de kerk gewijd aan Sint-Ludgerus.
Vermoedelijk in de 16e eeuw werden de romaanse zijbeuken vervangen door gotische met grote rondboogvensters en verhoogd naar een pseudo-basilicale opstand. Daarbij verdwenen de romaanse bovenlichten van de lichtbeuk. Tevens werden de middenbeuk en de twee zijbeuken tezamen onder één zadeldak geplaatst. Ook
Aan het einde van de 17e eeuw verving men het romaanse koor door een ander koor met een rechte travee maar met een vlakke koorsluiting.
In 1909 werd het kerkgebouw door M. Christiaens gerestaureerd en verbouwd. Daarbij werd de kerk terughersteld tot basiliek, de middenbeuk en de zijbeuken werden heropgebouwd in neoromaanse stijl, in dezelfde stijl wordt er een transept toegevoegd, het koor wordt door een koor ook in neoromaanse stijl met een halfronde koorsluiting en de toren blijft hetzelfde, op het portaal na dat een neoromaanse stijl krijgt.